# Đảng Cộng hòa La Habana
Đảng Cộng hòa La Habana (tiếng Tây Ban Nha: Partido Republicano de La Habana) là chính đảng ở Cuba. Đảng được thành lập vào cuối năm 1899. Đảng này do Tiến sĩ Domingo Méndez Capote lãnh đạo. Các thành viên nổi bật của đảng bao gồm Mario García Menocal, Eugenio Sánchez Agramonte, Fernando Freyre de Andrade, Manuel María Coronado, Manuel Despaigne và Juan Gualberto Gómez.

## Tổng quan
Đảng cho công bố chương trình của mình vào ngày 3 tháng 4 năm 1900. Đảng này tuyên bố sẵn sàng giúp đỡ chính quyền chiếm đóng của Mỹ trong giai đoạn chuyển tiếp của thời kỳ chiếm đóng quân sự, phù hợp với Nghị quyết Chung ngày 19 tháng 4 năm 1898. Hơn nữa, chương trình nêu rõ mục tiêu là thành lập một quốc gia dân tộc có chủ quyền với quyền tự chủ cho các tỉnh, khu tự quản và thành phố.
Trước cuộc bầu cử Quốc hội Lập hiến vào tháng 9 năm 1900, đảng này đã thành lập 'Liên minh Dân chủ Cộng hòa' cùng với Đảng Liên minh Dân chủ. Liên minh này được lập ra nhằm chống lại ảnh hưởng ngày càng tăng của Đảng Dân tộc Cuba.
Bằng cách không chia phiếu bầu cho hai ứng cử viên riêng biệt, Đảng Cộng hòa La Habana và Đảng Liên minh Dân chủ hy vọng có thể giành chiến thắng trước Đảng Dân tộc Cuba. Cuối cùng, Liên minh này không thành công trong nỗ lực đánh bại Đảng Dân tộc Cuba tại La Habana. Ứng cử viên của đảng cho cuộc bầu cử khu tự quản ngày 1 tháng 6 năm 1901 tại La Habana là Nicasio Estrada Mora. Estrada Mora đã để thua Tiến sĩ Miguel Gener vừa được Đảng Dân tộc Cuba ủng hộ.
Trong cuộc bầu cử tổng thống năm 1901, Đảng Cộng hòa La Habana và Đảng Dân tộc Cuba ủng hộ ứng cử viên Tomás Estrada Palma làm tổng thống và Luis Estévez Romero làm phó tổng thống. Estrada Palma đã thắng cử, khi ứng cử viên của ông là Bartolomé Masó rút lui nhằm phản đối hoạt động gian lận của bộ máy bầu cử. Sau chiến thắng của Estrada Palma, Đảng Cộng hòa La Habana trở thành đảng cầm quyền trong nước, trong khi Đảng Dân tộc Cuba bị giải thể.
Đảng này bị giải thể vào năm 1906, sau cuộc bầu cử lại gian lận của Estrada Palma, cuộc nổi dậy ngắn ngủi trong Chiến tranh Nhỏ tháng Tám và Cuộc chiếm đóng Cuba thứ hai sau đó.